# Красная книга Республики Марий Эл
Красная книга Республики Марий Эл — официальный документ, содержащий свод сведений о состоянии и необходимых мерах охраны и восстановления редких, находящихся под угрозой исчезновения и нуждающихся в особой охране животных, растений и грибов Республики Марий Эл.
В первую часть Красной книги Республики Марий Эл, вышедшую в 1997 году, были включены сведения о 107 видах сосудистых растений. Во вторую часть, вышедшую в 2002 году, были включены сведения о 123 видов животных (из них млекопитающих — 23, птиц — 57, земноводных — 2, круглоротых — 1, рыб — 9, ракообразных — 2, насекомых — 29).
В 2007 году вышел том Красной книги Республики Марий Эл «Грибы, лишайники, мхи», в которой впервые описаны редкие и исчезающие виды моховидных (44 вида), лишайников (51 вид), а также виды грибов (12 видов), произрастающих на территории республики.
В 2013 году был издан том Красной книги Республики Марий Эл «Растения. Грибы». В него включено 133 вида покрытосеменных растений, папоротниковидных — 11 видов, плауновидных — 4 вида, мохообразных — 56 видов, водорослей — 3 вида, грибов — 13 видов, лишайников — 58 видов.
В 2015 году вышел том «Животные». В книге приводятся сведения о 201 виде животных: млекопитающих (20 видов), птицах (71 вид), пресмыкающихся (1 вид), земноводных (2 вида), круглоротых (1 вид), рыбах (11 видов), насекомых (84 вида), паукообразных (2 вида), ракообразных (3 вида), пиявках (2 вида), ресничных червях (2 вида), двустворчатых моллюсках (1 вид), брюхоногих моллюсках (1 вид).
В 2023 году был переиздан том Красной книги Республики Марий Эл «Растения. Грибы». В него включено 285 видов растений и грибов, включая 3 вида водорослей, 54 вида  мохообразных, 6 видов плаунов, 11 видов папоротников, 140 видов покрытосеменных растений, 53 вида лишайников, 18 видов грибов.

## Животные
Всего в «Список редких и исчезающих видов животных, включенных в Красную книгу Республики Марий Эл» внесён 201 вид.
- Allactaga major — Большой тушканчик
- Capreolus pygargus — Сибирская косуля
- Cricetus cricetus — Обыкновенный хомяк
- Desmana moschata — Выхухоль
- Dryomys nitedula — Лесная соня
- Eliomys quercinus — Садовая соня
- Glis glis — Соня-полчок
- Lutra lutra — Выдра
- Muscardinus avellanarius — Орешниковая соня
- Mustela eversmanni — Степной хорёк
- Mustela lutreola — Европейская норка
- Mustela sibirica — Колонок
- Nyctalus lasiopterus — Гигантская вечерница
- Pipistrellus nathusii — Лесной нетопырь
- Plecotus auritus — Бурый ушан
- Pteromys volans — Обыкновенная летяга
- Sorex isodon — Равнозубая бурозубка
- Sorex minutissimus — Крошечная бурозубка
- Spermophilus major — Большой суслик
- Eutamias sibiricus — Азиатский бурундук

- Acrocephalus arundinaceus — Дроздовидная камышовка
- Acrocephalus paludicola — Вертлявая камышовка
- Alcedo atthis — Обыкновенный зимородок
- Anas strepera — Серая утка
- Aquila chrysaetos — Беркут
- Aquila clanga — Большой подорлик
- Aquila heliaca — Могильник
- Asio flammeus — Болотная сова
- Asio otus — Ушастая сова
- Botaurus stellaris — Большая выпь
- Bubo bubo — Филин
- Chlidonias leucopterus — Белокрылая болотная крачка
- Chlidonias niger — Чёрная болотная крачка
- Ciconia nigra — Чёрный аист
- Circaetus gallicus — Змееяд
- Circus aeruginosus — Болотный лунь
- Circus pygargus — Луговой лунь
- Coracias garrulus — Сизоворонка
- Coturnix coturnix — Перепел
- Cuculus saturatus — Глухая кукушка
- Grus grus — Серый журавль
- Cygnus cygnus — Лебедь-кликун
- Emberiza aureola — Дубровник
- Falco columbarius — Дербник
- Falco peregrinus — Сапсан
- Falco rusticolus — Кречет
- Falco subbuteo — Чеглок
- Falco tinnunculus — Обыкновенная пустельга
- Falco vespertinus — Кобчик
- Ficedula albicollis — Мухоловка-белошейка
- Gallinula chloropus — Камышница
- Gavia arctica — Чернозобая гагара
- Glaucidium passerinum — Воробьиный сыч
- Haematopus ostralegus — Кулик-сорока
- Haliaeetus albicilla — Орлан-белохвост
- Ixobrychus minutus — Малая выпь, или волчок
- Lanius excubitor — Серый сорокопут
- Larus argentatus — Серебристая чайка
- Larus minutus — Малая чайка
- Limosa limosa — Большой веретенник
- Lymnocryptes minimus — Гаршнеп
- Mergus albellus — Луток
- Mergus merganser — Большой крохаль
- Merops apiaster — Золотистая щурка
- Motacilla cinerea — Горная трясогузка
- Nucifraga caryocatactes — Кедровка
- Numenius arquata — Большой кроншнеп
- Nyctea scandiaca — Белая сова
- Otus scops — Сплюшка
- Parus cyanus — Князёк, или белая лазоревка
- Pandion haliaetus — Скопа
- Pernis apivorus — Обыкновенный осоед
- Phoenicurus ochruros — Горихвостка-чернушка
- Picoides tridactylus — Трёхпалый дятел
- Picus viridis — Зелёный дятел
- Podiceps auritus — Красношейная поганка
- Podiceps grisegena — Серощёкая поганка
- Porzana pusilla — Погоныш-крошка
- Rallus aquaticus — Водяной пастушок
- Remiz pendulinus — Обыкновенный ремез
- Saxicola rubicola — Черноголовый чекан
- Sterna albifrons — Малая крачка
- Streptopelia decaocto — Кольчатая горлица
- Streptopelia turtur — Обыкновенная горлица
- Strix nebulosa — Бородатая неясыть
- Surnia ulula — Ястребиная сова
- Tringa nebularia — Большой улит
- Tringa stagnatilis — Поручейник
- Tringa totanus — Травник
- Upupa epops — Удод
- Xenus cinereus — Мородунка

- Coronella austriaca — Обыкновенная медянка

- Bombina bombina — Краснобрюхая жерлянка
- Salamandrella keyserlingii — Сибирский углозуб

- Lampetra planeri — Европейская ручьевая минога

- Acipenser gueldenstaedtii — Русский осётр
- Acipenser ruthenus — Стерлядь (сурская популяция)
- Alburnoides bipunctatus — Русская быстрянка
- Chondrostoma variabile — Волжский подуст
- Cottus gobio — Обыкновенный подкаменщик
- Huso huso — Белуга
- Phoxinus percnurus — Озёрный гольян
- Phoxinus phoxinus — Обыкновенный гольян
- Pungitius pungitius — Девятииглая колюшка
- Rhodeus sericeus — Обыкновенный горчак
- Thymallus thymallus — Европейский хариус

- Acherontia atropos — Бражник мёртвая голова
- Amara cursitans — Тускляк бегающий
- Amata nigricornis — Черноусая лжепестрянка, или обыкновенная лжепестрянка
- Anax imperator — Дозорщик-император
- Apatura iris — Переливница большая
- Aphodius bimaculatus — Двупятнистый афодий
- Blethisa multipunctata — Блетиза многоточечная
- Boloria thore — Клоссиана альпийская
- Bombus fragrans — Степной шмель
- Bombus maculidorsis — Шмель пятнистоспинный
- Bombus modestus — Шмель скромный
- Bombus muscorum — Моховой шмель
- Bombus ruderatus — Шмель щебневый, или шмель красноватый
- Bombus schrencki — Шмель Шренка
- Bombus semenoviellus — Шмель Семёнова
- Bombus serrisquama — Шмель пластинчатозубый, или шмель черепитчатый
- Bombus sporadicus — Шмель спорадикус
- Bombus subbaicalensis — Шмель байкальский
- Bryodema tuberculatum — Трещотка ширококрылая
- Callimorpha dominula — Медведица-госпожа
- Calopteryx virgo — Красотка-девушка
- Calosoma auropunctatum — Красотел золотистый
- Calosoma inquisitor — Красотел бронзовый
- Calosoma investigator — Красотел-исследователь
- Calosoma sycophanta — Красотел пахучий
- Camponotus fallax — Блестящий муравей-древоточец
- Carabus clathratus — Жужелица золотистоямчатая
- Carabus nitens — Жужелица блестящая
- Carcharodus flocciferus — Зубчатокрылка шандровая
- Carterocephalus palaemon — Крепкоголовка Палемон
- Catocala fraxini — Голубая ленточница, или голубая орденская лента
- Catocala sponsa — Малиновая ленточница, или малиновая орденская лента
- Cicadetta montana — Горная цикада
- Cicindela sylvatica — Скакун лесной
- Coenonympha hero — Сенница геро, или сенница лесная
- Copris lunaris — Лунный копр
- Cychrus caraboides — Жужелица-улиткоед
- Endromis versicolora — Берёзовый шелкопряд
- Erebia aethiops — Чернушка эфиопка
- Erebia ligea — Чернушка лигея
- Eudia pavonia — Ночной павлиний глаз малый
- Eversmannia exornata — Эверсманния украшенная
- Formica lugubris — Волосистый лесной муравей
- Hemaris tityus — Шмелевидка скабиозовая, или бражник шмелевидный
- Heteropterus morpheus — Разнокрылка Морфей
- Iphiclides podalirius — Ифклид Подалирий
- Laphria gibbosa — Горбатая ляфрия, или горбатый ктырь
- Lucanus cervus — Жук-олень
- Lycaena dispar — Червонец непарный
- Lycaena tityrus — Червонец бурый
- Macaria loricaria — Голарктическая пяденица, или штукатурная пяденица
- Megachile rotundata — Люцерновая пчела-листорез, или мегахила округлая
- Melitaea diamina — Шашечница диамина
- Melitaea phoebe — Шашечница Феба
- Myrmica gallienii — Болотная мирмика
- Nordmannia w-album — Хвостатка вязовая
- Omophron limbatum — Омофрон каёмчатый, или жужелица-круглянка
- Osmoderma bamabita — Отшельник кожевенный, или восковик-отшельник
- Papilio machaon — Махаон
- Pararge achine — Буроглазка крупноглазая
- Pararge aegeria — Буроглазка эгерия
- Parnassius apollo — Парусник Аполлон
- Parnassius mnemosyne — Парусник Мнемозина, или чёрный аполлон
- Pericallia matronula — Медведица-хозяйка
- Periphanes delphinii — Шпорниковая совка
- Phaneroptera falcata — Пластинокрыл обыкновенный
- Plebejus optilete — Голубянка торфяниковая
- Polyergus rufescens — Муравей-амазонка
- Protaetia speciosissima — Бронзовка гладкая, или бронзовка зелёная
- Protaetia marmorata — Бронзовка мраморная, или бронзовка мрачная
- Pterostichus mannerheimi — Птеростих Маннерхейма
- Purpuricenus kaehleri — Краснонадкрыл Келера, или усач Келера
- Ranatra linearis — Ранатра палочковидная
- Rosalia alpina — Усач альпийский
- Satyrus dryas — Бархатница дриада
- Sericoda quadripunctata — Серикода четырёхточечная, или быстряк четырёхточечный
- Somatochlora arctica — Зеленотелка северная
- Sphinx ligustri — Бражник сиреневый
- Stegania cararia — Осиновая пяденица жёлтая
- Stomis pumicatus — Бегунчик одноцветный
- Sympetrum pedemontanum — Стрекоза перевязанная, или сжатобрюх предгорный
- Trypocopris vernalis — Навозник весенний
- Xylocopa valga — Пчела-плотник
- Zerynthia polyxena — Поликсена

- Eresus kollari — Эрезус чёрный
- Lycosa singoriensis — Южнорусский тарантул

- Holopedium gibberum — Горбатый голопедий
- Tanymastix stagnalis — Прудовый танимастикс, или обыкновенный жаброног
- Triops cancriformis — Летний щитень, или обыкновенный щитень

- Unio crassus — Толстая перловица

- Limax cinereoniger — Чёрно-синий слизень

- Haementeria costata — Черепашья пиявка
- Hirudo medicinalis — Медицинская пиявка

- Dendrocoellum lacteum — Молочно-белая планария
- Mesostoma productum — Прямокишечная планария

## Растения и грибы
- Acorus calamus L. — Аир болотный
- Adenophora lilifolia (L.) A. DC. — Бубенчик лилиелистный
- Agrostemma githago L. — Куколь обыкновенный
- Alisma gramineum Lej. — Частуха злаковая
- Alisma lanceolatum With. — Частуха ланцетолистная
- Allium waldsteinii G.Don — Лук Вальдштейна
- Anemonoides altaica (C.A. Mey.) Holub — Ветреничка алтайская
- Anemonoides nemorosa (L.) Holub — Ветреничка дубравная [syn.  Anemone nemorosa L.]
- Astragalus arenarius L. — Астрагал песчаный
- Astragalus cicer L. — Астрагал нутовый
- Astragalus falcatus Lam. — Астрагал серповидный
- Batrachium kauffmannii (Clerc) V.I.Krecz. — Шелковник Кауфмана
- Beckmannia eruciformis (L.) Host — Бекмания обыкновенная
- Berula erecta (Huds.) Cov. — Берула прямая
- Betula humilis Schrank — Берёза приземистая
- Blysmus compressus (L.) Panz. ex Link — Поточник сжатый
- Calamagrostis obtusata Trin. — Вейник тупочешуйный
- Calypso bulbosa (L.) Oakes — Калипсо луковичная
- Campanula bononiensis L. — Колокольчик болонский
- Campanula sibirica L. — Колокольчик сибирский
- Campanula wolgensis P. Smirn. — Колокольчик волжский
- Carex arnellii Christ — Осока Арнелля
- Carex bohemica Schreb. — Осока богемская
- Carex capillaris L. — Осока волосовидная
- Carex flava L. — Осока жёлтая
- Carex montana L. — Осока горная
- Carex paniculata L. — Осока метельчатая
- Carex pauciflora Lightf. — Осока малоцветковая
- Carex paupercula Michx. — Осока заливная [syn.  Carex magellanica auct.]
- Carex serotina Merat — Осока поздняя
- Cathartholinum catharticum (L.) Small — Ленок слабительный, или лён слабительный [syn.  Linum catharticum L.]
- Caulinia flexilis Willd. — Каулиния гибкая, или наяда гибкая [syn.  Najas flexilis (Willd.) Rostk.]
- Caulinia minor (All.) Coss. et Germ. — Каулиния малая, или наяда малая [syn.  Najas minor All.]
- Centaurea pseudomaculosa Dobrocz. — Василёк ложнопятнистый
- Cephalanthera rubra (L.) Rich. — Пыльцеголовник красный
- Coeloglossum viride (L.) C. Hartm. — Пололепестник зелёный
- Corallorhiza trifida Chatel. — Ладьян трёхнадрезный, или коралловый корень
- Corydalis intermedia (L.) Merat — Хохлатка промежуточная
- Corydalis marschalliana (Pall. ex Willd.) Pers. — Хохлатка Маршалла
- Cotoneaster melanocarpus Fisch. ex Blytt — Кизильник черноплодный
- Crepis praemorsa Tausch — Скерда обгрызенная, или Скерда тупоконечная
- Cypripedium calceolus L. — Башмачок настоящий, или венерин башмачок
- Cypripedium guttatum Sw. — Башмачок пятнистый
- Dactylorhiza longifolia (Neuman) Aver. — Пальчатокоренник длиннолистный
- Dactylorhiza traunsteineri (Saut.) Soo — Пальчатокоренник Траунштейнера
- Daucus carota L. — Морковь дикая
- Delphinium cuneatum Stev. ex DC. — Живокость клиновидная
- Delphinium elatum L. — Живокость высокая
- Dentaria quinquefolia Bieb. — Зубянка пятилистная
- Dianthus krylovianus Juz. — Гвоздика Крылова
- Dianthus superbus L. — Гвоздика пышная
- Drosera anglica Huds. — Росянка длиннолистная, или Росянка английская
- Echinops ruthenicus Bieb. — Мордовник русский, или Мордовник обыкновенный, или крутай [syn.  Echinops ritro L.]
- Echinops sphaerocephalus L. — Мордовник шароголовый
- Empetrum nigrum L. — Водяника чёрная, или вороника чёрная, или шикша чёрная
- Epipactis atrorubens (Hoffm. ex Bernh.) Bess. — Дремлик тёмно-красный
- Epipactis palustris (L.) Crantz — Дремлик болотный
- Epipogium aphyllum (F. Schmidt) Sw. — Надбородник безлистный
- Eremogone saxatilis (L.) Ikonn. — Пустынница скальная, или песчанка скальная [syn.  Arenaria saxatilis L.]
- Fraxinus excelsior L. — Ясень обыкновенный
- Galeobdolon luteum Huds. — Зеленчук жёлтый
- Genista germanica L. — Дрок германский
- Geranium sanguineum L. — Герань кроваво-красная
- Glyceria lithuanica Gorski — Манник литовский
- Gratiola officinalis L. — Авран лекарственный
- Gymnadenia conopsea (L.) R. Br. — Кокушник длиннорогий
- Hammarbya paludosa (L.) O. Kuntze — Гаммарбия болотная
- Helichrysum arenarium (L.) Moench — Цмин песчаный, или бессмертник песчаный
- Hesperis sibirica L. — Вечерница сибирская
- Hypericum hirsutum L. — Зверобой волосистый
- Knautia tatarica (L.) Szabo — Короставник татарский
- Laser trilobum (L.) Borkh. — Лазурник трёхлопастной
- Ligularia sibirica (L.) Cass. — Бузульник сибирский
- Lilium martagon L. — Лилия кудреватая, или царские кудри
- Liparis loeselii (L.) Rich. — Лосняк Лёзеля
- Listera cordata (L.) R. Br. — Тайник сердцелистный
- Lunaria rediviva L. — Лунник оживающий
- Lupinaster pentaphyllus Moench — Люпинник пятилистный
- Malaxis monophyllos (L.) Sw. — Мякотница однолистная
- Najas major All. — Наяда большая [syn.  Najas marina auct. non L.]
- Neottianthe cucullata (L.) Schlechter — Неоттианта клобучковая
- Nepeta pannonica L. — Котовник венгерский
- Nuphar pumila (Timm) DC. — Кубышка малая
- Nymphaea candida С.Presl — Кувшинка белоснежная
- Nymphaea tetragona Georgi — Кувшинка малая, или Кувшинка четырёхгранная
- Nymphoides peltata (S.G. Gmel.) O. Kuntze — Болотноцветник щитолистный, или нимфейник щитолистный
- Omphalodes scorpioides (Haenke) Schrank — Пупочник ползучий
- Orchis militaris L. — Ятрышник шлемоносный
- Oxytropis pilosa (L.) DC. — Остролодочник волосистый
- Parnassia palustris L. — Белозор болотный
- Pedicularis kaufmannii Pinzger — Мытник Кауфмана
- Pedicularis sceptrum-carolinum L. — Мытник скипетровидный, или Карлов скипетр
- Phlomoides tuberosa (L.) Moench — Зопник клубненосный
- Platanthera chlorantha (Custer) Reichenb. — Любка зеленоцветковая
- Pleurospermum uralense Hoffm. — Реброплодник уральский
- Polygala wolfgangiana Bess. ex Shafer, Kulcz. et Pawl. — Истод Вольфганга
- Polygonatum latifolium Desf. — Купена широколистная
- Populus nigra L. — Тополь чёрный, или осокорь
- Potamogeton gramineus L. — Рдест злаковый, или Рдест разнолистный
- Potamogeton praelongus Wulfen — Рдест длиннейший
- Potamogeton rutilis Wolfg. — Рдест красноватый
- Potentilla recta L. — Лапчатка прямая
- Prunus spinosa subsp. dasyphylla (Schur) Domin — Слива волосистая
- Pulmonaria mollis H. Wulf. ex Homem. — Медуница мягкая
- Pulsatilla angustifolia Turcz. — Прострел узколистный, или сон-трава узколистная
- Pulsatilla uralensis (Zamels) Tzvel. — Прострел уральский
- Ranunculus polyphyllus Waldst. et Kit. ex Willd. — Лютик многолистный
- Rosa acicularis Lindl. — Шиповник иглистый
- Rubus arcticus L. — Костяника арктическая, или княженика, или поленика
- Rubus chamaemorus L. — Морошка приземистая
- Rubus humulifolius C.A. Mey. — Костяника хмелелистная
- Rubus nessensis W. Hall — Куманика, или ежевика несская
- Salix lapponum L. — Ива лопарская
- Salix myrtilloides L. — Ива черничная
- Salvia tesquicola Klok. et Pobed. — Шалфей сухостепной
- Salvia verticillata L. — Шалфей мутовчатый
- Saxifraga hirculus L. — Камнеломка болотная
- Schizachne callosa (Turcz. ex Griseb.) Ohwi — Овсовидка мозолистая
- Scorzonera purpurea L. — Козелец пурпурный
- Securigera varia (L.) Lassen — Вязель пёстрый [syn.  Coronilla varia L.]
- Serratula coronata L. — Серпуха венценосная
- Sparganium angustifolium Michx. — Ежеголовник узколистный
- Sparganium gramineum Georgi — Ежеголовник злаковидный
- Stipa pennata L. — Ковыль перистый
- Tanacetum corymbosum (L.) Scop. — Пижма щитковая, или ромашник щитковый [syn.  Pyrethrum corymbosum (L.) Scop.]
- Thymus pulegioides L. — Тимьян блошиный
- Trapa natans L. — Водяной орех плавающий, или чилим плавающий
- Trisetum sibiricum Rupr. — Трищетинник сибирский
- Veratrum lobelianum Bernh. — Чемерица Лобеля
- Vicia cassubica L. — Горошек кашубский
- Viola montana L. — Фиалка горная
- Viola uliginosa Bess. — Фиалка топяная
- Zannichellia repens Boenn. — Занникеллия ползучая

- Asplenium ruta-muraria L. — Костенец постенный
- Botrychium lunaria (L.) Sw. — Гроздовник полулунный
- Botrychium matricariifolium (Döll) A.Braun ex W.D.J.Koch — Гроздовник ромашколистный
- Botrychium multifidum (S.G.Gmel.) Rupr. — Гроздовник многораздельный
- Botrychium virginianum (L.) Sw. — Гроздовник виргинский
- Diplazium sibiricum (Turcz. ex Kunze) Sa.Kurata — Диплазий сибирский, или Орлячок сибирский
- Gymnocarpium robertianum (Hoffm.) Newman — Голокучник Робертов
- Ophioglossum vulgatum L. — Ужовник обыкновенный
- Polystichum braunii (Spenn.) Fée — Многорядник Брауна
- Rhizomatopteris sudetica (A.Braun & Milde) A.P.Khokhr. — Корневищник судетский, или Пузырник судетский
- Salvinia natans (L.) All. — Сальвиния плавающая

- Diphasiastrum tristachyum (Pursh) Holub — Дифазиаструм трёхколосковый, или Двурядник трёхколосковый
- Huperzia selago (L.) Bernh. ex Schrank & Mart. — Баранец обыкновенный, или Плаун-баранец
- Isoetes echinospora Durieu — Полушник щетинистый
- Lycopodiella inundata (L.) Holub — Плауночек заливаемый

- Aloina brevirostris — Алоина короткоклювая
- Anthoceros agrestis — Антоцерос пашенный
- Bryum cyclophyllum — Бриум круглолистный
- Calliergon richardsonii — Каллиергон Ричардсона
- Dichelyma falcatum — Дихелима серповидная
- Dicranella humilis — Дикранелла низкая
- Dicranum bergeri — Дикранум Бергера
- Dicranum brevifolium — Дикранум коротколистный
- Drepanocladus sendtneri — Дрепанокладус Зендтнера
- Encalypta vulgaris — Энкалипта обыкновенная
- Entodon schleicheri — Энтодон Шлейхера
- Fissidens gracilifolius — Фиссиденс изящнолистный
- Fissidens osmundoides — Фиссиденс осмундовидный
- Fontinalis antipyretica — Фонтиналис противопожарный (var. gracilis — грациозный)
- Fontinalis dalecarlica — Фонтиналис далекарлийский
- Geocalyx graveolens — Геокаликс пахучий
- Grimmia pulvinata — Гриммия подушковидная
- Hamatocaulis vernicosus — Гаматокаулис глянцевитый
- Haplocladium microphyllum — Гаплокладиум мелколистный
- Hygroamblystegium fluvatile — Гигроамблистегиум речной
- Hygrohypnum luridum — Гигрогипнум грязно-жёлтый
- Hylocomiastrum umbrinum — Гилокомиаструм теневой
- Limprichtia cossonii — Лимприхтия Коссона
- Meesia triquetra — Меезия трёхгранная
- Mnium marginatum — Мниум окаймлённый
- Mnium spinosum — Мниум колючий
- Mnium spinulosum — Мниум мелкоколючковый
- Odontoschisma denudatum — Одонтосхизма оголённая
- Paludella squarrosa — Палюделла оттопыренная
- Palustriella commutata — Палюстриелла изменчивая
- Palustriella decipiens — Палюстриелла обманчивая
- Physcomitrella patens — Фискомитрелла отклонённая
- Physcomitrium eurystomum — Фискомитриум широкоустьевый
- Physcomitrium sphaericum — Фискомитриум сферический
- Plagiomnium drummondii — Плагиомниум Драммонда
- Pseudephemerum nitidum — Псевдоэфемерум блестящий
- Pylaisia selwynii — Пилезия Селвина
- Riccia ciliata — Риччия реснитчатая
- Ricciocarpus natans — Риччиокарпус плавающий
- Schistostega pennata — Схистостега перистая, или Светящийся мох
- Seligeria calcarea — Зелигерия известняковая
- Sphagnum balticum — Сфагнум балтийский
- Sphagnum contorum — Сфагнум скученный
- Sphagnum jensenii — Сфагнум Йенсена
- Sphagnum palustre — Сфагнум болотный
- Sphagnum platyphyllum — Сфагнум плосколистный
- Sphagnum rubellum — Сфагнум красноватый
- Splachnum ampullaceum — Сплахнум бутылковидный
- Taxiphyllum wissgrillii — Таксифиллум Виссгрилли
- Thuidium delicatulum — Туидиум нежный
- Thuidium philibertii — Туидиум Филибера
- Timmia megapolitana — Тиммия мекленбургская

- Aegagropila sauteri (Nees ex Kütz.) Kütz. — Эгагропила Саутера [syn.  Cladophora sauteri — Кладофора Саутера]
- Batrachospermum gelatinosum (L.) DC. — Батрахоспермум слизистый, или Батрахоспермум чётковидный
- Nostoc pruniforme C.Agardh — Носток сливообразный, или Носток сливовидный

- Absconditella sphagnorum — Абскондителла сфагновая
- Alectoria sarmentosa — Алектория отпрысковая
- Arthonia zwackhii — Артония Цвака
- Bactrospora dryina — Бактроспора дубовая
- Bryoria osteola — Бриория пепельная
- Bryoria trichodes — Бриория волосистая
- Caloplaca chrysophthalma — Калоплака золотистоглазая
- Cetrelia olivetorum — Цетрелия оливковая
- Chaenotheca gracillima — Хенотека грациознейшая
- Chaenotheca hispidula — Хенотека щетинистая
- Chaenotheca phaeocephala — Хенотека темноголовая
- Chaenothecopsis haematopus — Хенотекопсис красноножковый
- Chaenothecopsis viridialba — Хенотекопсис зеленовато-белый
- Cladonia foliacea — Кладония листоватая
- Collema auriforme — Коллема ушковидная
- Collema flacidum — Коллема вялая
- Collema furfiiraceum — Коллема чешуйчатая
- Collema ligerinum — Коллема лигерийская
- Collema limosum — Коллема илистая
- Cyphelium inquinans — Цифелиум грязный
- Flavopunctelia soredica — Флавопунктелия соредиевая
- Heterodermia speciosa — Гетеродермия видная
- Hypogymnia vittata — Гипогимния ленточная
- Leptogium rivulare — Лептогиум приручейный
- Leptogium subtile — Лептогиум тонкий
- Leptogium tenuissimum — Лептогиум наитончайший
- Leptogium teretiusculum — Лептогиум вальковатый
- Lobaria pulmonaria — Лобария лёгочная
- Loxospora cismonica — Локсоспора цизмонская
- Menegazzia terebrata — Менегацция пробуравленная
- Microcalicium arenarium — Микрокалициум песчаный
- Multiclavula corynoides — Мультиклавула булавовидная
- Multiclavula mucida — Мультиклавула слизистая
- Mycoblastus affinis — Микобластус родственный
- Nephroma resupinatum — Нефрома перевёрнутая
- Nephromopsis laureri — Нефромопсис Лаурера

[syn.  Tuckneraria laureri — Тукнерария Лаурера]
- Peltigera lepidophora — Пельтигера чешуеносная
- Peltigera venosa — Пельтигера жилковатая
- Phaeographis dendritica — Феографис древовидный
- Phaeophyscia kairamoi — Феофисция Кайрамо
- Physcia caesia — Фисция сизая
- Ramalina calicaris — Рамалина чашечковая
- Ramalina obtusata — Рамалина притупленная
- Ramalina roesleri — Рамалина Реслера
- Ramalina sinensis — Рамалина китайская
- Ramalina thrausta — Рамалина Трауста
- Schismatomma pericleum — Схизматомма пихтовая
- Sclerophora coniophaea — Склерофора тёмноконусная
- Sclerophora pallida — Склерофора бледная
- Stereocaulon tomentosum — Стереокаулон войлочный
- Tuckermannopsis ciliaris — Тукерманопсис реснитчатый
- Usnea cavernosa — Уснея пещеристая
- Usnea florida — Уснея цветущая
- Usnea fulvoreagens — Уснея рыжеющая
- Usnea intermedia — Уснея промежуточная, или Уснея жёсткая
- Usnea lapponica — Уснея лапландская
- Usnea longissima — Уснея длиннейшая
- Usnocetraria oakesiana — Усноцетрария Океза

- Calvatia gigantea — Дождевик гигантский [syn.  Langermannia gigantea — Лангерманния гигантская]
- Clavariadelphus pistillaris — Клавариадельфус пестиковый, или Рогатик пестиковый
- Cortinarius violaceus — Паутинник фиолетовый
- Fistulina hepatica — Печеночница обыкновенная
- Grifola frondosa — Грифола курчавая, или Гриб-баран
- Gyroporus castaneus — Гиропор каштановый
- Gyroporus cyanescens — Гиропор синеющий
- Hericium coralloides — Ежевик коралловидный
- Leccinum percandidum — Осиновик белый
- Lycoperdon echinatum — Дождевик ежовый, или Дождевик ежевидноколючий
- Polyporus umbellatus — Трутовик зонтичный, или Трутовик разветвлённый [syn.  Grifola umbellata — Грифола зонтичная]
- Sarcosoma globosum — Саркосома шаровидная
- Sparassis crispa — Спарассис курчавый, или Грибная капуста